# Woolworth Building
El Woolworth Building, situado en el 233 de Broadway, Manhattan, Nueva York, diseñado por el arquitecto Cass Gilbert y finalizado en 1913, es uno de los primeros rascacielos de Estados Unidos. Los terrenos donde se asienta el rascacielos fueron adquiridos por F. W. Woolworth y su agente inmobiliario Edward J. Hogan el 15 de abril de 1910, a los herederos de Trenor Luther Park y otros propietarios por 1,65 millones de $. El 18 de enero de 1911, Woolworth y Hogan habían adquirido el solar definitivo para el proyecto, con un coste total de 4,5 millones de $. Más de un siglo después de su construcción, con sus 241 metros de altura, sigue siendo uno de los rascacielos más altos de Estados Unidos así como uno de los treinta rascacielos más altos de la megalopoli de Nueva York. Fue catalogado como Hito Histórico Nacional en 1966, y como National Historic Landmark de Nueva York en 1983.

## Historia

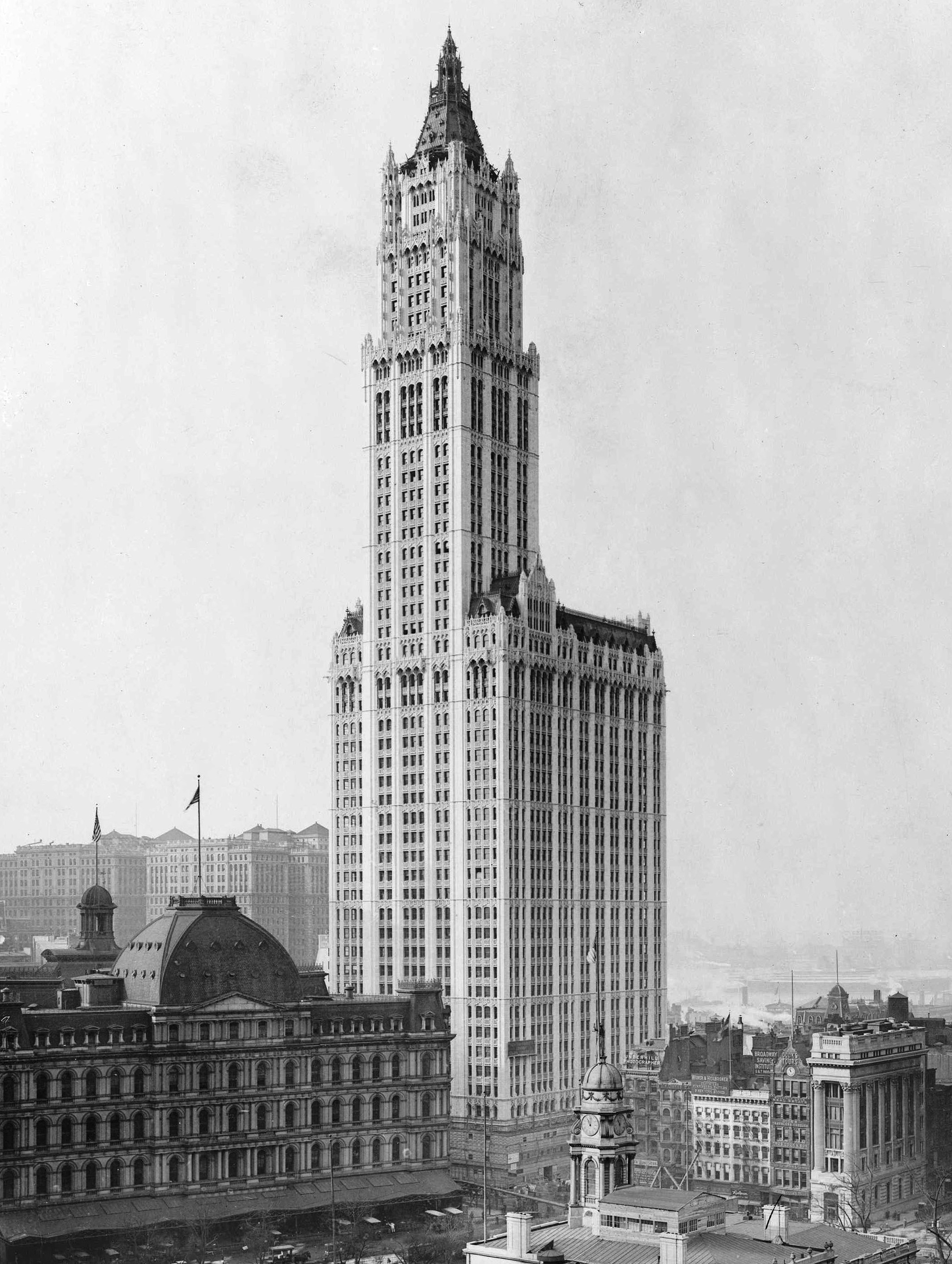
Woolworth Building en 1913

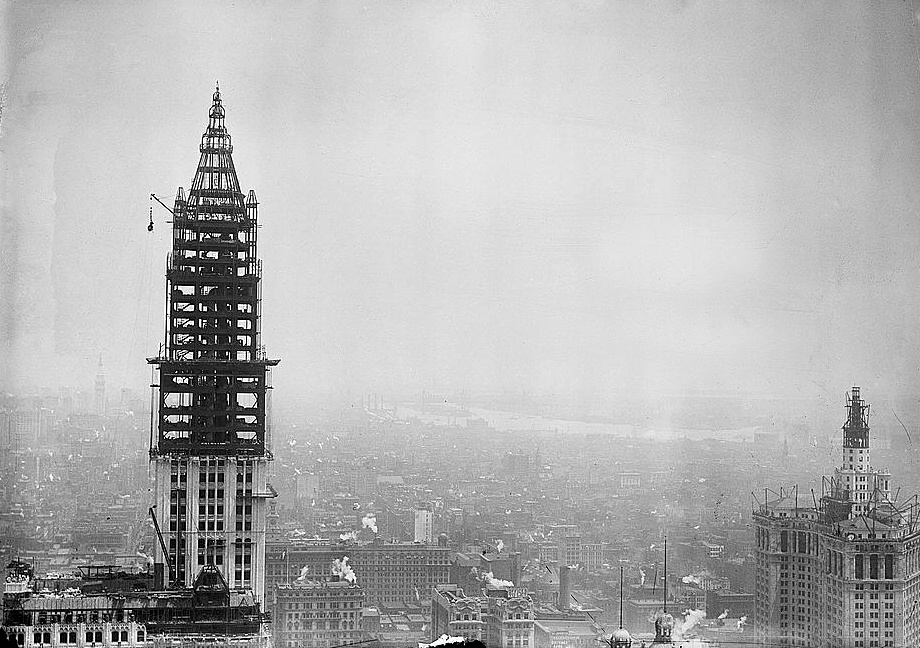
Construcción del Woolworth Building

Fue el rascacielos más alto del mundo hasta 1929, cuando se construyeron el 40 Wall Street y el Edificio Chrysler. El edificio fue construido por el financiero estadounidense Frank Woolworth, que deseaba un edificio destacable para su sociedad. En 1909 compró un terreno en Broadway, pagando el rascacielos al contado.
Originalmente planeada para tener una altura de 190,5 metros, de conformidad con las leyes del momento, finalmente se elevó a los 241,4 metros, superando al Metropolitan Life Insurance como el rascacielos más alto del mundo. Su coste de construcción fue de 13.500.000 dólares. Una vez finalizado, el rascacielos Woolworth, abrió sus puertas el 24 de abril de 1913.
El rascacielos se asemeja a una catedral gótica por sus adornos de pináculos y gárgolas. Cuenta con 57 pisos y 241,4 metros de altura. En la antecámara en forma de cruz latina se extiende la galería comercial. El vestíbulo tiene una altura de tres plantas, techo con cristaleras y bóveda cubierta de mosaicos dorados de inspiración bizantina, una gran escalera de mármol y esculturas que caricaturizan a Woolworth contando monedas y Gilbert con una maqueta de su edificio.

## Inspiración para otros rascacielos
El Lincoln American Tower, en Memphis, Tennessee, construido en 1924, es una pequeña réplica del edificio Woolworth, de un tercio de su altura.

## Galería de imágenes

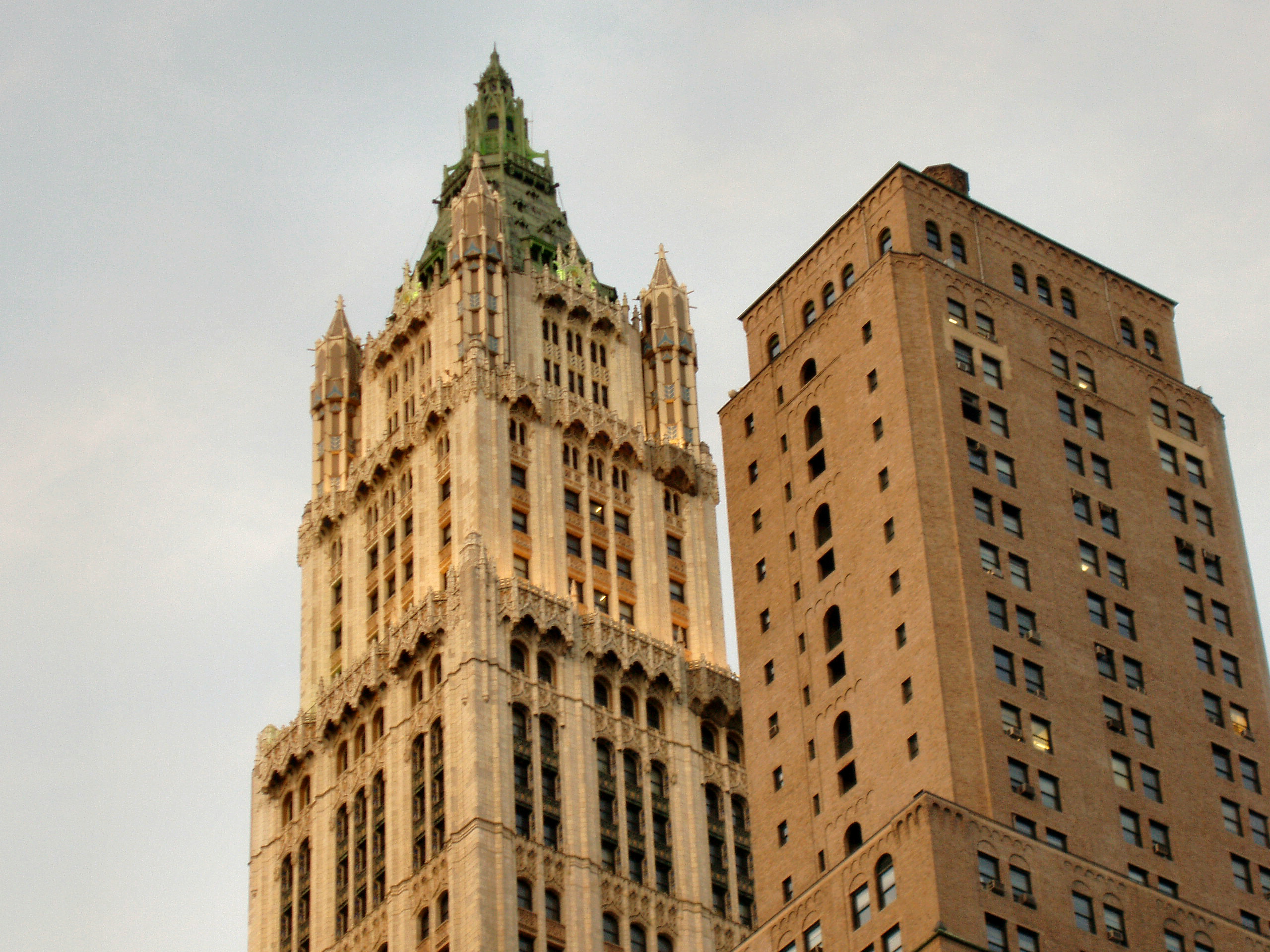
Vista de la parte más alta
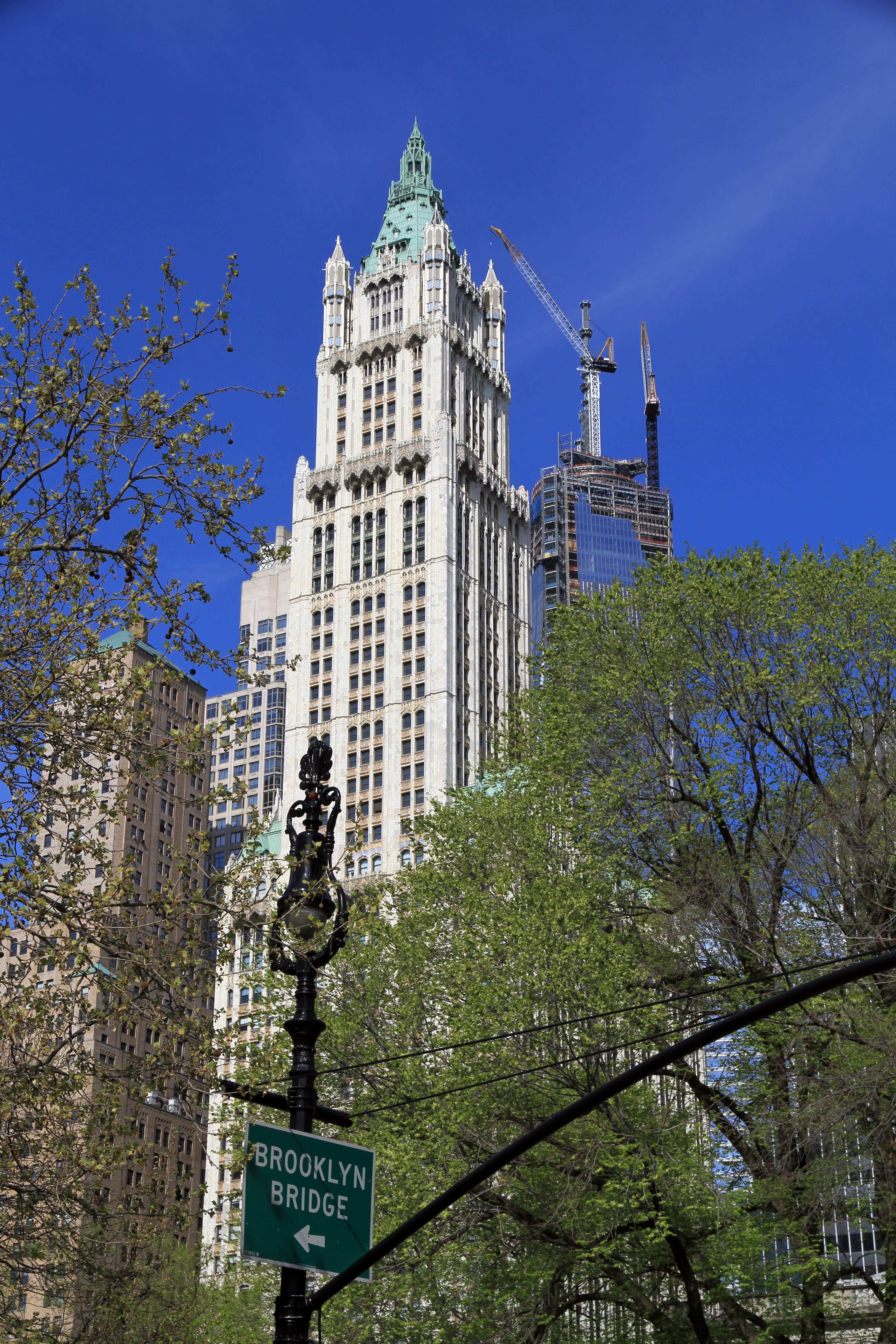
Vista desde el Parque del Ayuntamiento
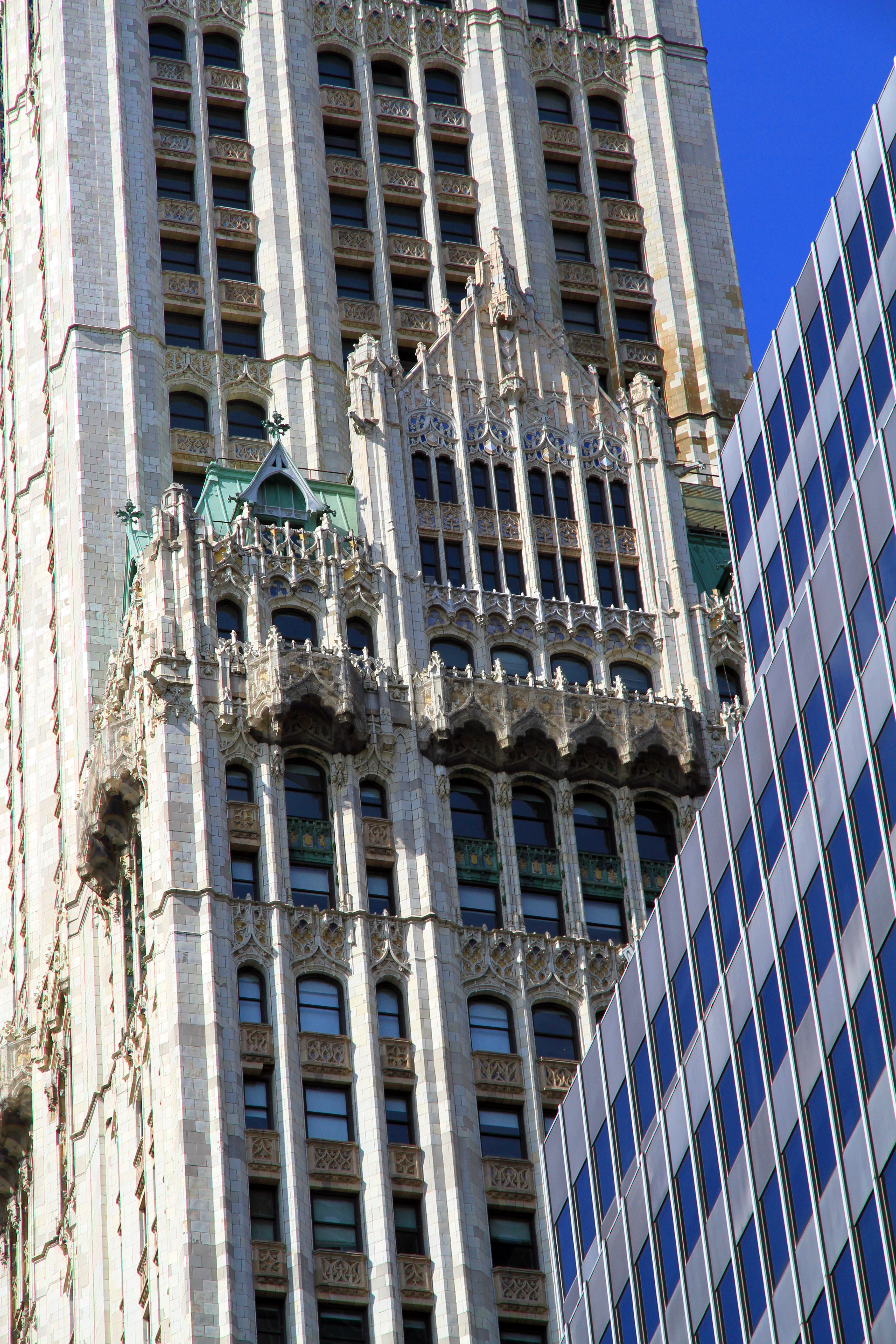
Detalle de su arquitectura